# Jarome Iginla
Jarome Arthur-Leigh Adekunle Tig Junior Elvis Iginla (Edmonton, 1º luglio 1977) è un ex hockeista su ghiaccio canadese.
È stato capitano dei Calgary Flames dal 2003 al 2013, vincitore di due medaglie d'oro con la rappresentativa del Canada: nel 2002 ai XIX Giochi olimpici invernali di Salt Lake City e nel 2010, da capitano, ai XXI Giochi olimpici invernali di Vancouver.